# Julio Polloni
Julio Sergio Polloni Pérez war ein chilenischer Generalmajor, der beim Militärputsches vom 11. September 1973 als Oberst Kommandeur der Fernmeldeeinheiten war. Er war während der Militärdiktatur unter General Augusto Pinochet unter anderem Direktor des Heeresgeheimdienstes SIME, Befehlshaber der 2. Heeresdivision sowie Botschafter in Paraguay.

## Leben
Polloni stammte aus einer Offiziersfamilie und war der Sohn von Alberto Polloni Roldan, der als Oberst zuletzt Kommandeur eines Eisenbahn-Regiments in Puente Alto war. Er trat nach dem Schulbesuch 1938 in das Heer (Ejército de Chile) ein und absolvierte dort eine Ausbildung zum Offizier. 1950 fand er Verwendung als Leutnant in der Provinz Antártica Chilena.
Nach Verwendungen im Generalstab des Heeres wurde er 1973 als oberst Kommandeur des Fernmeldekommandos (Comando de Telecomunicaciones), das Teil des Heerestruppenkommandos unter General Sergio Arellano Stark war. Einen Tag vor dem Militärputsch nahm er am 10. September 1973 an einem Treffen mit dem Befehlshaber des Heeres, General Augusto Pinochet, und anderen Generalen im Verteidigungsministerium teil, um die Operationen am darauf folgenden Tag zu planen. Dabei erhielt er die Befehle für die Verwendung der Fernmeldetruppen während des Staatsstreichs.
In der Nacht vor dem Putsch fuhr er zu den einzelnen Fernmeldeeinheiten und informierte seine Offiziere, Ingenieure und Radiotechniker über den „Plan der Stille“ (‚Plan Silencio‘) genannten Einsatzbefehl, der die Trennung der Telefonverbindungen an wichtigen Punkten und die Stilllegung von Radiosendern der Volksregierung von Staatspräsident Salvador Allende vorsah. Zwei Tage nach dem Militärputsch trafen sich verschiedene Geheimdienstoffiziere im Büro des Generals der Luftwaffe Nicanor Díaz Estrada, um die während des Putsches gesammelten Informationen zu verarbeiten. Polloni nahm an diesem Treffen als Vertreter des Heeres teil.
Siebzehn Tage nach dem Staatsstreich kam es am 28. September 1973 zu ersten Veränderungen in der Militärführung: Der bisherige Direktor des Heeresgeheimdienstes SIME (Servicio de Inteligencia Militar del Ejército), General Augusto Lutz Urzua, wurde Sekretär der regierenden Militärjunta (Junta de Gobierno) und löste damit General Fernando González ab, der das Amt erst am Tag des Staatsstreichs übernommen hatte und zuvor Militärattaché an der Botschaft in Spanien war. González wiederum wurde Nachfolger von General Héctor Bravo als Befehlshaber der 4. Heeresdivision in Valdivia, während Oberst Polloni General Lutz als Direktor des Geheimdienstes des Heeres folgte.
Einige Tage später wurde Polloni zum Brigadegeneral befördert. Als Direktor des SIME leitete er eine Reorganisation dieses Dienstes ein und verlagerte den Schwerpunkt von einer internen Repression auf einen verteidigungspolitischen Nachrichtendienst, der sich insbesondere mit Grenzproblemen befasste. Dabei kam es später zu Meinungsverschiedenheiten mit dem Direktor des Nationalen Geheimdienstes DINA, Manuel Contreras, über den Zuständigkeitsbereich beider Geheimdienste.
Nach dem Tod von Verteidigungsminister Óscar Bonilla Bradanovic am 3. März 1975 bei einem ungeklärten Hubschrauberabsturz kam es erneut zu umfassenden Veränderungen innerhalb der Generalität des Heeres. Polloni wurde zum Generalmajor befördert und übernahm das Amt des Befehlshabers der 2. Heeresdivision. Er wurde damit Nachfolger von General Sergio Arellano Stark, der Chef des Generalstabes des Heeres wurde.
Am 26. November 1975 erfolgte seine Ernennung zum Botschafter in Paraguay. Er verblieb bis 1979 auf diesem Posten.
Polloni war seit 1952 mit Marta Contardo verheiratet.
Sein Bruder Jorge Alberto Polloni Pérez war ebenfalls Offizier. Dieser war Schwiegervater von Oberst Gerardo Huber Olivares, der mit dessen Tochter Adriana Polloni Becker verheiratet war. Huber war Offizier des DINA und zuletzt Leiter der Abteilung für Exporte und Importe der Direktion für Logistik des Heeres. 1992 fand man Hubers Leiche im Río Maipo kurz nachdem bekannt wurde, dass er an Waffenlieferungen nach Kroatien beteiligt war.